# Konami Krazy Racers
Konami Krazy Racers (コナミ ワイワイレーシング アドバンス?, Konami Wai Wai Rēshingu Adobansu) è un videogioco di guida del 2001 sviluppato da Konami per Game Boy Advance. Il gioco è stato distribuito negli anni 2010 per Wii U tramite Virtual Console.

## Modalità di gioco
Konami Krazy Racers è un simulatore di karting simile a Mario Kart: Super Circuit con 8 personaggi da altrettante serie Konami:
- Goemon
- Pawapuro-Kun (Power Pros)
- Pastel (TwinBee)
- Nyami (Pop'n Music)
- Takosuke (Parodius)
- Ninja (Metal Gear)
- Dracula (Castlevania)
- Moai (Gradius)